# Kings Langley
Kings Langley ist ein historisches Dorf und eine Gemeinde in Hertfordshire, England, 21 Meilen (34 km) nordwestlich von London am südlichen Rand der Chiltern Hills und nun Teil des Londoner Speckgürtels. Das Dorf liegt, aufgeteilt durch den Fluss Gade, mit dem größeren westlichen Teil im Borough of Dacorum und mit dem kleineren Teil im Three Rivers District.
Es war ehemals der Standort von Kings Langley Palace, einem königlichen Palast der Plantagenet-Könige von England. Die Pfarrkirche Allerheiligen aus dem 12. Jahrhundert beherbergt das Grab von Edmund of Langley (1341–1402), dem ersten Herzog von York.
Der Ort liegt 2 Meilen (3,2 km) südlich von Hemel Hempstead und 2 Meilen (3,2 km) nördlich von Watford.
Der Ortsname Langley ist zuerst in einer sächsischen Charta von circa 1050 nachgewiesen, als Langalega.

## Wirtschaft
Im Jahre 1913 wurde in Kings Langley die erste Ovomaltine-Produktionsstätte außerhalb der Schweiz gebaut (siehe Wander AG). Das Unternehmen Imagination Technologies, das sich auf die Entwicklung und Lizenzvergabe von geistigem Eigentum spezialisiert hat, hat seinen Firmensitz in Kings Langley.

## Persönlichkeiten

### Söhne und Töchter
- Edmund of Langley, 1. Duke of York (1341–1402)
- William Petrie (1821–1904), Erfinder
- John Milbank (* 1952), anglikanischer Theologe

### Sonstige Persönlichkeiten
- Piers Gaveston, 1. Earl of Cornwall wurde im Dominikanerkloster von Kings Langley beigesetzt
- Isabella von Kastilien, Duchess of York (um 1355–1392), spanische Adlige und durch Heirat Herzogin von York, wurde im Januar 1393 in Kings Langley Manor House bestattet
- Karl Höltermann (1894–1955), sozialdemokratischer Politiker und Journalist